# Juan Creaghe
John O'Dwyer Creaghe (Limerick, Irlanda, 1841 - Washington, Estados Unidos,19 de febrero de 1920), también conocido como Juan Creaghe, fue un médico  irlandés anarquista, pedagogo y periodista, con actuación en Argentina.

## Biografía
Creaghe nació en Limerick, Irlanda, en 1841, y en 1865 se graduó como cirujano en el Royal College of Surgeons de Dublín. Abrió una práctica en Mitchelstown, en el Condado de Cork. En 1874, emigró a la capital de la Argentina, Buenos Aires. No se sabe cómo Creaghe entró en contacto con las ideas anarquistas, ya que el movimiento anarquista del país era pequeño en ese momento, pero pronto se convirtió en un seguidor de esta idea. En 1890, se trasladó a Sheffield, Inglaterra, trabajando en un distrito pobre de clase trabajadora con muchos inmigrantes irlandeses. Se integró en la Liga Socialista, grupo liderado por William Morris, pero pronto se separó para formar un grupo de anarquistas en Sheffield. En la primera aparición pública del grupo, exhibieron una bandera con la leyenda: "No God, No Master" (Ni Dios, ni amo) en la manifestación del Primero de mayo. El grupo también fundó un club y un periódico, The Sheffield Anarchist, que no sobreviviría por mucho tiempo, ya que se vio envuelto en el proceso a los anarquistas de Walsall.
En 1892, salió de Sheffield para volver a la Argentina pasando por Liverpool, Londres y España. Allí, en la ciudad de Luján, fundó el periódico El Oprimido, precursor de la La Protesta, periódico que existe hoy en día. Estuvo involucrado en la fundación de la FORA, el principal sindicato anarquista de la Argentina. También contribuyó al movimiento de la Escuela Moderna inspirado por las ideas del pedagogo anarquista español Francisco Ferrer Guardia. En 1911, Creaghe se fue de la Argentina, una vez más, llegando a Los Ángeles, donde colaboró con los anarquistas mexicanos. Creaghe fundó otro diario, La Regeneración, y se hizo amigo de Ricardo Flores Magón. En 1910, ambos participaron en la revuelta de Baja California; después del inicio de la Revolución mexicana, apoyaron al movimiento anarquista mexicano. Creaghe murió el 19 de febrero de 1920 en una prisión en Washington D. C.

## Citas bibliográficas
- Catháin, Máirtín O: Dr. John O'Dwyer Creaghe (1841-1920) irlandés anarquista argentino. Sociedad de Estudios Latinoamericanos de Irlanda. Último acceso el 6 de enero de 2008. (en inglés)
- A biography of an Irish anarchist- Doctor John Creaghe, por Alan O’Toole (en inglés).
- Anarchy in Sheffield? por Mark Barnsley, en la Kate Sharpley Library.